# Lijst van gemeenten in Yalova
Onderstaande lijst bevat alle gemeenten (2000) in de Turkse provincie Yalova.
| District   | Gemeente   |
| ---------- | ---------- |
| Altınova   | Altınova   |
| Altınova   | Kaytazdere |
| Altınova   | Subaşı     |
| Altınova   | Tavşanlı   |
| Armutlu    | Armutlu    |
| Çınarcık   | Çınarcık   |
| Çınarcık   | Esenköy    |
| Çınarcık   | Kocadere   |
| Çınarcık   | Koru       |
| Çınarcık   | Teşvikiye  |
| Çiftlikköy | Çiftlikköy |
| Çiftlikköy | Taşköprü   |
| Termal     | Termal     |
| Yalova     | Kadıköy    |
| Yalova     | Yalova     |